# تئودور گرتهوس
تئودور گرتهوس (آلمانی: Theodor Grotthuss؛ ۲۰ ژانویهٔ ۱۷۸۵ – ۲۶ مارس ۱۸۲۲) یک شیمی‌دان در زمینه الکتروشیمی و فوتوشیمی اهل آلمان بود.